# Built to Spill
I Built to Spill sono una band indie rock statunitense, formatasi a Boise, Idaho, nel 1989. Il gruppo è ben noto per il suo sound prevalentemente chitarristico di puro stampo indie-rock e la voce del leader, Doug Martsch.

## Storia del gruppo
Doug Martsch, già leader dei Treepeople, formò i Built to Spill nel 1992 con Brett Netson e Ralf Youtz in qualità di membri originari del gruppo. In un'intervista pubblicata sulla rivista Spin Magazine, Martsch affermò che era sua intenzione cambiare la formazione della band ad ogni album, mantenendo quindi solamente sé stesso come membro permanente. Dopo il primo album del gruppo, Ultimate Alternative Wavers (1993), l'idea del cambio di formazione venne mantenuta, dal momento che sia Netson che Youtz furono sostituiti da Brett Nelson ed Andy Capps per l'uscita di There's Nothing Wrong With Love nel 1994. Nel 1996 venne pubblicata una compilation intitolata The Normal Years, che contiene registrazioni sia del primo che del secondo terzetto. Tra la registrazione degli album la band guadagnò notorierà suonando all'interno del festival itinerante di Lollapalooza nel 1995.
In quello stesso anno i Built to Spill firmarono per la Warner. Ad ogni modo questo contratto con un'etichetta major non compromise il grado di libertà artistica del gruppo negli album successivi. Il primo lavoro prodotto per la Warner dai Built to Spill fu Perfect From Now On (1997). A quel punto la band era composta da Martsch, Nelson, Netson, e Scott Plouf. Perfect From Now On  incontrò il favore della critica e fece dei Built to Spill uno dei gruppi indie rock statunitensi più riconoscibili. Prima di pubblicare un altro album Martsch incluse Nelson e Plouf tra i membri della band. Il 1999 vide la pubblicazione di Keep It Like a Secret che confermò il successo di critica e, per la prima volta, segnò anche un significativo successo commerciale. In risposta alle richieste del pubblico nel 2000 fu messo in commercio un album dal vivo: Built to Spill Live. Il quinto album inciso in studio, Ancient Melodies of the Future, vide la luce nel 2001. Nel 2002 Martsch pubblicò anche Now You Know, un album solista con elementi blues e folk. Dopo quella data la Warner estese il contratto con la band per un ulteriore album.
I Built to Spill non fecero nel 2002 alcun tour, benché Doug Martsch si esibì in numerosi concerti da solista in supporto al suo album. Dal 2003 al 2005, invece, la band girò parecchio con oltre 150 concerti dal vivo, suonando anche nuove canzoni a partire dal 2004 . Nel 2004 il gruppo confermò le voci secondo le quali avrebbero registrato un altro album a Portland intitolato You In Reverse. L'album non fu pubblicato nel 2005 a causa di difficoltà legate all'uso di una nuova struttura per la registrazione, inefficienze legate con l'autoproduzione e vincoli di tempo .
You In Reverse, il primo studio album in cinque anni, venne pubblicato l'11 aprile del 2005. La formazione ufficiale per questa pubblicazione comprendeva Martsch, Nelson, Plouf, e Jim Roth, che in precedenza era apparso come chitarrista solo in tour. Un ex componente del gruppo, Brett Netson, fornì il suo appoggio come chitarrista in diverse canzoni, Sam Coomes dei Quasi compare come tastierista e Steve Lobdell , proprietario dello studio di registrazione di Portland, è accreditato nella quasi totalità delle tracce dell'album per aver suonato chitarra, piano, vibrafono e percussioni. Netson tornò un membro ufficiale del gruppo nel 2006, dopo aver suonato dal vivo con la band nel 2005.
Nel febbraio del 2006 il gruppo annunciò un tour di supporto a You in Reverse che avrebbe dovuto aver luogo tra l'aAprile e il maggio di quell'anno. Alla fine di marzo, però, il leader Doug Martsch fu vittima di un distaccamento della retina che richiese un'operazione chirurgica e che causò l'annullamento di alcune date e lo spostamento di altre.
Il tour riprese il 3 giugno 2006, e in quell'occasione vennero suonate anche quattro canzoni non incluse su You in Reverse. Nella stessa data la canzone Car fu dedicata ad Andy Capps, ex componente del gruppo, che era venuto a mancare qualche settimana prima.

## Formazione
- Doug Martsch - voce, chitarra
- Scott Plouf - batteria
- Brett Nelson - basso
- Jim Roth - chitarra

## Discografia

### Album
- Ultimate Alternative Wavers (1993)
- There's Nothing Wrong with Love (1994)
- Perfect from Now On (1997)
- Keep It Like a Secret (1999)
- Ancient Melodies of the Future (2001)
- You in Reverse (2006)
- There Is No Enemy (2009)
- Untethered Moon (2015)
- Built To Spill Plays The Songs Of Daniel Johnston (2020)
- When The Wind Forgets Your Name (2022)

### Album live e raccolte
- Bite Back: Live At The Crocodile Cafe (1996)
- The Normal Years (1996)
- Live (2000)

### Singoli / EP
- Distopian Dream Girl b/w Scarin 7" (Up - 1995)
- Built to Spill Caustic Resin EP (Up - 1995)
- Carry the Zero EP (Warner - 1999)